# Chamanculo
Chamanculo é um bairro histórico da cidade de Maputo, capital de Moçambique. Com uma população de 158 323 habitantes.
Em Dezembro de 2009 o Distrito Urbano nº 2 do município de Maputo recebeu a designação de Nlhamankulu (Chamanculo) . Este distrito está divididos em 11 unidades administrativas também chamadas "bairros". Quatro destes bairros são designados Chamanculo A, B, C e D.